# Komovi

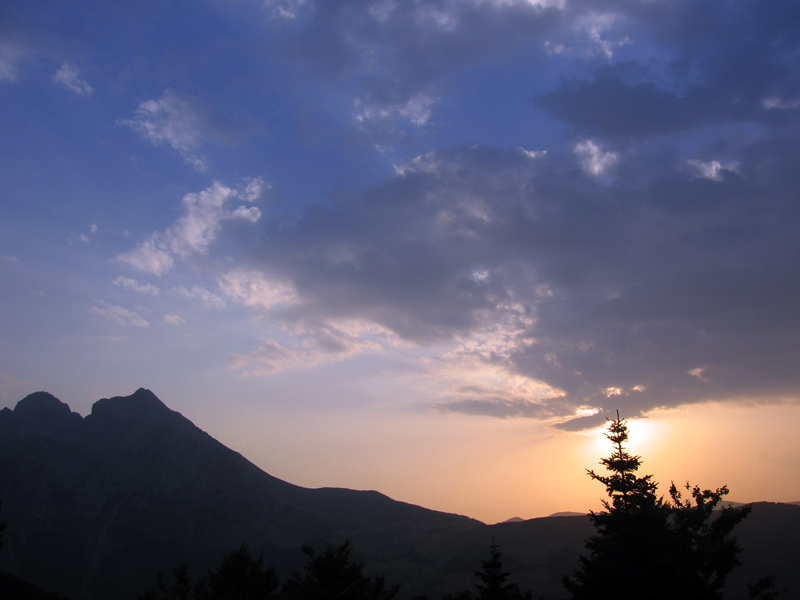
Západ slunce nad masivem Komovi

Komovi (srbsky Комови) je vápencové pohoří nacházející se na území států Černá Hora a Albánie, přičemž v Albánii leží pouze malá příhraniční část. Horopisně se řadí do Dinárských hor. Nejvyšší vrchol je Kom Kučki (2487 m).

## Poloha
Komovi se nachází ve východní části Černé Hory. Severní hranici masivu tvoří údolí řeky Ljubaštica a silniční sedlo Trešnjevik. Ty oddělují Komovi od sousedního pohoří Bjelasica. Východ a jih pohoří je dán hranicí s pohořími Zeletin a Prokletije. Na západě vymezuje polohu masivu tok řeky Tara.

## Charakteristika
Pohoří má velmi podobnou charakteristiku jako vápencové masivy Alp. Vrcholy zde mnohdy dosahují velmi rozeklaných a dramatických tvarů. Častým jevem jsou neschůdná, dlouhá suťová pole. Horstvo se člení na dvě skupiny.
Vasojeviča Komovi
Tento 7 km dlouhý hřeben je tvořen samostatnými skalnatými horami Kom Vasojeviči (2460 m) a Kom Kučki (2487 m). Masiv je tvořen náhorní plošinou (průměrná výška 1900 m), která jej obklopuje ze všech stran, z níž vystupují jednotlivé vrcholy přes 500 metrů vysoké. Zde se také nachází většina značených turistických cest v pohoří. Na východě hor, v údolí řeky Perušica, leží vesnice Konjuhe. Masiv se zde ostře zvedá z výšky 850 m skalními stěnami a připomíná pyramidu.
Kučki Komovi
Tento masiv vyplňuje západ a jih pohoří. Nachází se zde změť vysokých štítů a skalnatých hřebenů, jimž vévodí vrchol Surdup (2182 m). Tento masiv je ale velmi těžce dostupný vzhledem k faktu, že se nachází velmi blízko státní hranice s Albánií.

## Turismus

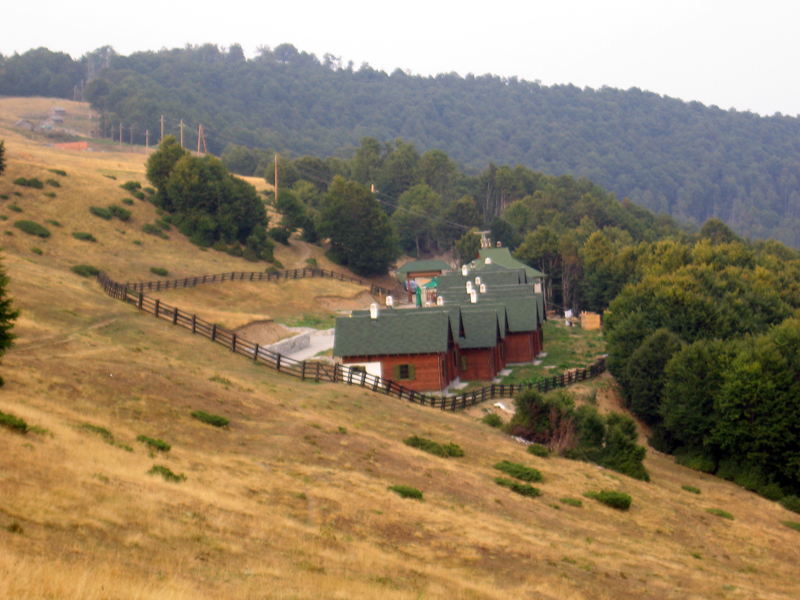
Chatová osada Eko Katun

Pohoří je navštěvováno sice poměrně málo, ale zato celoročně. Optimální doba je však od poloviny června do poloviny září. Asi nejvhodnější místo pro táboření v pohoří je Eko Katun Štavna. Jedná se o komplex 10 domků. Každý dům má 5 postelí, elektřinu, koupelnu s teplou vodou, jídelnu, přikrývky, nádobí apod. Domy se dají pronajímat pouze celé. V pohoří je také tolerováno volné táboření nebo stanování poblíž Popovičovi pastýřské chaty na svahu Carine nad dolinou Medjukomlje.